# Literatura arabă
Literatura arabă cuprinde creațiile literare în limba arabă. Autorii acestora nu au fost toți de etnie arabă.

## Începuturile literaturii arabe
Primele lucrări literare arabe datează din secolul al VI-lea d.Hr. Acestea au fost realizate de membri ai comunităților seminomade de beduini din Peninsula Arabă și au fost transmise o perioadă îndelungată doar pe cale orală.

## Literatura preislamică
Cele mai vechi opere literare arabe care s-au păstrat până astăzi provin din secolele V- VI d.Hr., perioadă numită "Jāhiliyya" ("Epoca ignoranței").
Majoritatea acestor opere sunt poeme, cu același ritm și metru pe toată lungimea lor, având ca temă principală viața beduinilor.
Printre cei mai apreciați poeți din această perioadă se numără: Antara, Zuhayr și Imru' al-Qais.
Principalele antologii de poezie preislamică sunt: al-Muallaqat, al-Mufaddaliyyat și Cartea cântecelor (în arabă: Kitāb al-aġāni), aceasta din urmă realizată de Abul Faraj al-Isfahani.

## Coranul șihadith-urile
Coranul, Cartea sfântă a Islamului, este considerat de musulmani perfect, atât din punct de vedere literar, cât și religios. Capitolele Coranului, numite sure, sunt scrise în proză versificată, nefiind ordonate cronologic, ci în funcție de lungime, excepție făcând doar prima sură.
Inițial, hadith-urile, au fost o culegere a spuselor lui Mohammed dar ofereau și informații despre aspectele vieții musulmanilor.

## Literatura de tipadab
Printre lucrările medievale în proză, literatura de tip adab deține un loc de cinste. Acest gen combină proza anecdotică cu alte elemente, cum ar fi versetele coranice, hadith-urile și poezia. 
Acest lucrări erau create pentru a fi educative, dar și amuzante.
Enciclopediile și, în general, literatura de tip adab, acopereau o gamă mare de teme și aveau, de multe ori, mai multe volume.
Principalii scriitori ai literaturii de tip adab au fost al-Jahiz, considerat cel mai mare stilist al poeziei arabe și al genului adab, Ibn Qutayba și Ibn Abd Rabbihi.

## Maqama
Maqama, gen literar de tip adab, este o formă originală inventată în secolul al X-lea de scriitorul Badi' al-Zaman al-Hamadhani. Creațiile lui reprezintă perle literare scrise în proză versificată, dar care cuprind și poezie.
Eroul maqamei este un escroc deștept, faptele sale fiind prezentate de un narator ale cărui intervenții se intersectează cu cele ale personajului principal.
Al-Hariri, scriitor din secolul al XII-lea, a scris și el maqame, operele sale fiind mai imaginative decât operele timpurii ale acestui gen.
O selecție de maqamat în română (traduceri de Grete Tartler) a fost reeditată în 2017     
http://www.polirom.ro/web/polirom/carti/-/carte/6348 Arhivat în 17 aprilie 2017, la Wayback Machine.

### O mie și una de nopți
Cu siguranță cea mai cunoscută lucrare literară arabă, Alf layla wa-layla (O mie și una de nopți), a devenit o operă a literaturii clasice universale. La fel ca maqama, este o lucrare strâns înrudită cu genul adab.
Lucrarea este compusă din mai multe povestiri, legate între ele în cadrul unei povești, și nu a fost scrisă o dată în totalitate, conținând adăugiri și povestiri provenite din diferite părți ale lumii islamice, neexistând un text definitiv singular.
Povestirile sunt legate de sex, crimă, aventură și fantezie.

## Poeții medievali
Printe cei mai celebri poeți medievali se numără Abu Tammam, al-Buhturi, al-Mutannabi, Abu Nuwas.  Alți poeți importanți din perioada medievală au fost deosebit de activi în Andaluzia (sudul Spaniei), printre care Ibn Zaydun și Ibn Khafaja. Idila și dragostea senzuală au fost temele multor lucrări literare, una dintre cele mai remarcabile fiind "Tawq al-hamama" (Colierul porumbiței), scrisă de Ibn Hazm.

## Jurnale de călătorie și lucrări istorice
În secolul al XIV-lea, Ibn Battuta și-a descris călătoriile și aventurile trăite în lumea islamică.
Istoricul Ibn Khaldun a realizat una dintre cele mai semnificative lucrări din domeniul filosofiei istoriei. Această lucrare, "Muqaddima", de fapt opera introductivă a monumentalei lucrări "Kitab al-Ibar" (Istorie universală).

## Invazia franceză
În 1798 Egiptul a fost cucerit de generalul francez Napoleon Bonaparte. Acest eveniment a vestit o nouă etapă a literaturii arabe.
Imperialismul occidental a adus noi genuri literare în literatura arabă: romanul și nuvela.
Mulți scriitori arabi au continuat să recurgă la vechile genuri literare arabe. Spre exemplu, Nasif al-Yaziji, din Liban, a compus maqamate ce se asemănau cu formele medievale.
Totuși, în cele din urmă, poeții arabi au început să caute forme mai moderne de exprimare, cum ar fi versul alb. Poeta irakiană Nazik al-Malaˈika este asociată de multe ori cu începuturile mișcării de instituire a versului alb.
Poezia arabă modernă este un gen foarte complex, incluzând poeme în proză și forme care sunt experimentale în diferite grade.

## Apariția dramaturgiei
În perioada modernă tradiția prozei a suferit transformări fundamentale.
Dramaturgia a evoluat ca o formă literară de sine-stătătoare, decât ca o formă derivată din maqama.
Principalul scriitor asociat cu teatrul arab contemporan este egipteanul Tawfiq al-Hakim. În piesa sa "Shahrazad" (Șeherezada), el pune în scenă povestirea principală din O mie și una de nopți.

## Primul roman arab
Primul roman arab este considerat "Zaynab", al egipteanului Muhammad Husayn Haykal.
Importanța romanului în literatura arabă a crescut în secolul XX și a culminat în 1988 prin decernarea premiului Nobel pentru literatură egipteanului Naguib Mahfouz, lucrarea lui numindu-se "al-Thulathiyya" (Trilogia din Cairo). Alt egiptean, Yusuf Idris este considerat maestrul nuvelelor arabe.
Pe scena contemporană, figurile mai vechi ale literaturii, cum ar fi Gamal Al-Ghitani și Yusuf al-Qaˈid rămân personajele principale.

## Revigorarea fervorii islamice
Romanele doctorului și musulmanului renăscut Mustafa Mahmud se numără printre cele mai vândute cărți moderne.